# البغدادي (الأقصر)
قرية البغدادي هي إحدى القرى التابعة لمركز البياضية في محافظة الأقصر في جمهورية مصر العربية. حسب إحصاءات سنة 2006، بلغ إجمالي السكان في البغدادي 22147 نسمة، منهم 11321 رجل و10826 امرأة.